# Distrito histórico de la Calle 73
El Distrito histórico de la Calle 73 es un distrito histórico ubicado en la ciudad de Nueva York, estado de Nueva York. Está inscrito como Distrito Histórico en el Registro Nacional de Lugares Históricos desde el 22 de julio de 1982. 

## Ubicación
El Distrito histórico de la Calle 73 se encuentra dentro del condado de  Nueva York, en las coordenadas 40°46′14″N 73°57′41″O / 40.770556, -73.961389.